# Jaap Mol
Jacob Mol (Koog aan de Zaan, 3 de fevereiro de 1912 - 9 de dezembro de 1972) foi um futebolista neerlandês, que atuava como atacante.

## Carreira
Jaap Mol fez parte do elenco da Seleção Neerlandesa de Futebol que disputou a Copa do Mundo de 1934.

## Ligações Externas
- Perfil em Fifa.com (em inglês)